# Почти нормальный
«Почти нормальный» (англ. Almost Normal) — комедия 2005 года режиссёра Марка Муди, фильм-размышление на тему, что было бы, если бы мужчинам нравились мужчины, женщинам женщины, а гетеросексуалы считались изгоями общества.

## Сюжет
Брэд Дженкинс, 40-летний гомосексуал, преподаватель колледжа, отправляется в местный гей-бар, но по дороге врезается в дерево. Придя в сознание, он обнаруживает, что перенёсся на 22 года назад и оказался в иной реальности: в этом мире гомосексуальная ориентация считается нормальной, а натуралы здесь — презренное меньшинство. Звезда баскетбола Роланд, который в прошлой жизни Брэда игнорировал, теперь сам напрашивается к нему в бойфренды. Но вот беда — в этом мире Дженкинс гетеросексуал и теперь он любит Джулию, которая когда-то ему симпатизировала и которую он отверг, в результате чего она вышла замуж за его брата. Помыкавшись и устав от этого странного мира, Брэд решает вернуться к прежней жизни. Оказывается, что она не такая уж и плохая, а Роланд на самом деле оказался геем.

## В ролях
| Актёр          | Роль   |
| -------------- | ------ |
| Вирджиния Смит | Дорис  |
| Дж. Эндрю Китч | Брэд   |
| Тим Хаммер     | Роланд |
| Нилс Хааланд   | Тэрри  |